# Monomorium sersalatum
Monomorium sersalatum är en myrart som beskrevs av Bolton 1987. Monomorium sersalatum ingår i släktet Monomorium och familjen myror. Inga underarter finns listade i Catalogue of Life.